# Equiano (cràter)
Equiano és un cràter d'impacte en el planeta Mercuri de 102 km de diàmetre. Porta el nom de l'escriptor beninés Olaudah Equiano (c. 1750-1797), i el seu nom va ser aprovat per la Unió Astronòmica Internacional el 1976.